# Evandro (filósofo)
Evandro (em grego:  Εὔανδρος), nasceu em Fócida ou Foceia, foi discípulo e sucessor de  Lácides, e liderou a Academia de Platão em Atenas em conjunto com Télecles. 
Nos últimos dez anos da vida de Lácides (c. 215-c. 205), Evandro e Télecles ajudaram a manter a Academia devido a Lácides estar gravemente doente. Eles continuaram a Academia após a morte de Lácides, sem serem formalmente eleitos. Com a morte Télecles em 167/6 a.C., Evandro permaneceu por mais alguns anos. Evandro foi sucedido por seu discípulo Hegésino. Nada se sabe em relação às opiniões e escritos deste filósofo.
Muitos pitagóricos de nome Evandro, nativos de Crotona, Metaponto e Leontinos, são mencionados por Jâmblico, e um cretense Evandro é citado por Plutarco.

## Bibligorafia
- K. Algra, J. Barnes, J. Mansfeld, M. Schofield,  (2005), The Cambridge History of Hellenistic Philosophy. p 32-33. Cambridge University Press.